# Geri Dillier
Gerhard «Geri» Dillier (* 29. Oktober 1949 in Sarnen) ist ein Schweizer Hörspiel-Regisseur, Hörfunk-Redaktor, Dramaturg und Kulturvermittler.

## Leben
Dillier besuchte die Schule in Sarnen und erlangte am dortigen Benediktinerkollegium die Matura. Danach studierte er Germanistik und Philosophie an der Universität Zürich und schloss 1978 mit dem Lizentiat ab. Von 1978 bis 2014 war er beim Schweizer Radio DRS bzw. Radio SRF angestellt, zunächst in einer Stagiaires-Ausbildung als Regisseur/Dramaturg, danach als Redaktor und Programmgestalter in verschiedenen Ressorts (Jugend und Bildung, Gesellschaft, Land und Leute, Espresso). Seit 1995 war er als Regisseur und Dramaturg in der Abteilung Hörspiel+Unterhaltung von Radio SRF 1 tätig, schwerpunktmässig als Betreuer des Kinder-Clubs. Von 2003 bis 2012 war er stellvertretender Abteilungsleiter.
Dillier ist der Bruder des Mundartautors Julian Dillier. Er lebt in Sachseln, ist verheiratet und Vater von drei Kindern. Sein jüngster Sohn Jul Dillier ist Jazzmusiker.

## Wirken
Dillier ist Mitbegründer der IG Buch Obwalden und lancierte zusammen mit Christoph Hirtler in Erinnerung an den im Jahr 2000 verstorbenen Obwaldner Sagenforscher Hanspeter Niederberger die Lesereihe Vo Gschicht zu Gschicht, die bis 2016 jährlich stattfand. Häufig wirkt Dillier als Kulturvermittler im Hintergrund, als Redaktor, Herausgeber, Kurator, Lektor, Laudator, Berater, Impulsgeber und Veranstalter von kulturellen Anlässen verschiedener Art. Seit 1970 ist er regelmässig als Regisseur und Dramaturg an verschiedenen Theatern engagiert. Von 1990 bis 1994 war er Beauftragter für Kulturförderung im Kanton Obwalden.
Dillier ist Mitinhaber der Buchhandlung Bücher Dillier in Sarnen.

## Hörspiele
Dillier ist der Autor von zwei Hörspielen:
- Er ist mir lieb wie der Abendstern – Der Gerichtsfall Heinrich Federer, Dokumentations-Hörspiel, DRS 2008.
- Ich komme mir vor wie ein Bäcker, der Stückli macht, DRS 1999.

Er führt auch Regie bei diesen beiden Hörspielen. Insgesamt führte er Regie bei über 95 Hörspielen, darunter ca. 30 Hörspiele der Serie Schreckmümpfeli. Weitere Regiearbeiten sind:
- Immer dä Michel, Regie und Übertragung ins Schweizerdeutsche von drei Geschichten aus Michel aus Lönneberga, DRS 1998.
- Mein liebstes Krokodil von Thomas Hürlimann, DRS 2004.
- Ä Baan ufs Stanserhorn – Zläid und ztrotz. Hörspiel in der Reihe Chnebelgrind, DRS 2006.[7]
- Der letzte Schnee von Arno Camenisch, SRF 2019, Hörspiel des Monats Februar 2019.

## Auszeichnungen (Auswahl)
- 1996: Zonser Hörspielpreis für die Regie des Hörspiels Chuegloggeglüt
- 2000: Hörspielpreises der Stiftung Radio Basel (Deutschschweizer Hörspielpreis) für das Hörspiel «Ich komme mir vor wie ein Bäcker, der Stückli macht» über den Schweizer Dramatiker Cäsar von Arx
- 2006: SRG-Förderpreis zusammen mit Christof Hirtler[8]
- 2014: Medienpreis der Schweizerischen Radio- und Fernsehgesellschaft, SRG,[9] als Auszeichnung für sein «gesamtes Wirken, insbesondere aber für seine Tätigkeit am Radio und seine Verdienste um die Entwicklung der Zentralschweizer Medien- und Theaterlandschaft».[3]
- 2019: Hörspiel des Monats im Februar 2019, Regie des Hörspiels Der letzte Schnee von Arno Camenisch
- 2025: Obwaldner Kulturpreis[10]